# Абросимов, Роман Витальевич
Роман Витальевич Абросимов (род. 31 июля 1994, Казань) — российский хоккеист, защитник.

## Биография
Воспитанник казанского «Ак Барса». С сезона 2011/12 начал играть в МХЛ-Б за «Ирбис», со следующего сезона — также за «Барс» в МХЛ. 23 декабря 2015 года в гостевом матче с ЦСКА (1:2) дебютировал за «Ак Барс» в КХЛ. Обладатель Кубка Гагарина 2018.
23 декабря 2019 года был обменян в «Сочи». 6 мая 2020 года был обменян обратно в «Ак Барс». В сезоне 2020/21 играл в ВХЛ за «Барс». 17 ноября перешёл в «Нефтехимик». Сезон 2021/22 пропустил из-за травмы, летом 2022 года подписал пробный контракт с московским «Динамо». Клуб отказался подписывать полноценное соглашение, и 23 августа Абросимов заключил двусторонний однолетний контракт с «Витязем». 2 мая 2023 года перешёл в «Авангард», подписав двухлетний контракт. 5 июля 2024 года в результате обмена вернулся в «Нефтехимик».